# Niczego nie żałuję (album)
Niczego nie żałuję – dziesiąta płyta Marcina Siegieńczuka, wydana w maju 2009 roku w firmie fonograficznej Folk Znajduje się na niej łącznie 17 piosenek, z czego jedna to cover. Do piosenek „Niczego nie żałuję i płakać też nie będę”, „Nigdy mnie nie było”, „Aga jest naga”, „Zostaw mnie daj mi święty spokój”, „Czy to była miłość”, „Otrzyj łzy Kochanie, szkoda życia na smutek”, „Plaża Stogi” oraz „Zostaw mnie” (Sky Dee Joy RMX) zostały nagrane teledyski.

## Lista utworów
1. „Niczego nie żałuję i płakać też nie będę” (muz. i sł. Marcin Siegieńczuk) 5:30
2. „Nigdy mnie nie było” (muz. i sł. Marcin Siegieńczuk) 5:21
3. „Aga jest naga” (muz. Marcin Siegieńczuk, Rafał Bień, sł. Marcin Siegieńczuk) 4:24
4. „Zostaw mnie daj mi święty spokój” (muz. i sł. Marcin Siegieńczuk) 4:58
5. „Czy to była miłość” (muz. i sł. Marcin Siegieńczuk) 3:24
6. „Przed i po ślubie” (muz. Marcin Siegieńczuk, Rafał Bień, sł. Marcin Siegieńczuk) 3:52
7. „Głowa do góry, zawsze jest jakieś wyjście” (muz. i sł. Marcin Siegieńczuk) 4:53
8. „Kochaj całym sercem” (muz. i sł. Marcin Siegieńczuk) 3:31
9. „Nikt tak nie całuje jak całujesz Ty” (muz. i sł. Marcin Siegieńczuk) 5:26
10. „Otrzyj łzy Kochanie, szkoda życia na smutek” (muz. Marcin Siegieńczuk, Rafał Bień, sł. Marcin Siegieńczuk) 4:42
11. „Osiemnaste urodziny, krok w poważne życie” (muz. Marcin Siegieńczuk, Rafał Bień, sł. Marcin Siegieńczuk) 4:35
12. „Noc jak chwila z nią” (muz. Marcin Siegieńczuk, Rafał Bień, sł. Marcin Siegieńczuk) 4:11
13. „Plaża Stogi” (muz. Marcin Siegieńczuk, Rafał Bień, sł. Marcin Siegieńczuk) 4:14
14. „Żebyś Ty wiedziała” (muz. Fred Melodyst, sł. Marian Hemar) 4:14
15. „Wielki Czar” (muz. i sł. Marcin Siegieńczuk) 4:02
16. „Proszę Kochanie wróć do mnie” (muz. i sł. Marcin Siegieńczuk) 3:32
17. „Zostaw mnie” (Sky Dee Joy RMX) (muz. i sł. Marcin Siegieńczuk) 3:33

## Aranżacje utworów
- Rafał Bień (Sky Dee Joy) - utwory: 3, 6, 10, 11, 12, 13, 17
- Piotr Kiełczykowski (VanFire) - utwory: 1, 2, 4, 7, 9, 14
- Jan Bańkowski - utwory: 5, 8
- Łukasz Romaniuk (DJ BooM) - utwór 15
- Paweł Szymczyk (DJ Serenity) - utwór 16